# 约翰·曼德维尔
约翰·曼德维尔爵士（英語：Sir John Mandeville，？—1372年11月12日），中世纪英格兰骑士、旅行家。一般认为是《曼德维尔游记》的作者。书中记述了作者在东方数十年的旅程，描述了中東、印度、中国、爪哇岛、苏门答腊岛等地的风俗，对当时的欧洲影响巨大。